# Сава Дамјанов
Сава Дамјанов (Нови Сад, 29. септембар 1956) српски је књижевник, историчар књижевности и професор емеритус на Универзитету у Новом Саду. Писао је прозу, књижевнокритичке и књижевноисторијске радове. Његов уметнички, научни и педагошки рад обележава превредновање и реинтерпретација српског књижевног наслеђа.

## Живот и дело
Сава Дамјанов је писац, књижевни историчар, есејиста и универзитетски професор. Као прозаисту, књижевна критика га сматра једним од водећих представника српског постмодернизма. Његова научна истраживања усмерена су пре свега ка фантастичној књижевности, еротским и језичко-експерименталним слојевима у српској традицији, теорији рецепције, постмодернизму, као и ка компаративистици. Приређивао је за штампу текстове српских писаца 18, 19. и 20. века. Током деведесетих година уређивао је часопис за светску књижевност Писмо, и Свети Дунав, магазин посвећен средњоевропској култури. Био је уредник „Библиотеке српске фантастике", едиције „Новосадски манускрипт", као и антологијске библиотеке „Десет векова српске књижевности“ код Издавачког центра Матице српске. Један је од оснивача међународног књижевног фестивала „Прозефест“ (у Новом Саду) и награде „Милован Видаковић“ која се додељује за животно дело. Један је од оснивача и први председник Друштва новосадских књижевника (ДНК). Предавао је на Филозофском факултету у Новом Саду, где је и дипломирао (1980. године, група за југословенске књижевности и српскохрватски језик), магистрирао (1986) и докторирао (1996) под менторством академика Милорада Павића.
Његови текстови превођени су на енглески, француски, немачки, руски, пољски, чешки, мађарски, словачки, русински, украјински, бугарски, словеначки и македонски језик. Заступљен је у антологијама савремене српске прозе.
У зимском семестру 2001/2002. предавао је на катедри за славистику Универзитета у Тибингену (Немачка). Држао је предавања и на Универзитетима у Регенсбургу, Фрајбургу, Берлину, Халеу, Триру, Гетингену, Бону, Торину, Венецији, Кракову, Вроцлаву, Варшави, Гдањску, Лођу, Ополу, Сосновјецу, Великом Трнову, Љубљани, Скопљу, Будимпешти, Кијеву и Лавову. Сарађивао је на докторским студијама Универзитета у Београду, Нишу, Никшићу, Загребу, Љубљани, Кракову, Берлину, Венецији, Лисабону и Мелбурну. Учесник је многих међународних књижевних и научних симпозијума у земљи и иностранству.
На седници Сената Универзитета у Новом Саду, одржаној 31. марта 2022. године, изабран је у звање професора емеритуса.

## Награде и признања
- Бранкова награда Матице српске
- Награда „Захарије Орфелин”
- Награда СИЗ-а културе Војводине за оригинални домет у књижевној историографији
- Награда Друштва књижевника Војводине за књигу године, за Причке, 1995.
- Награда „Лаза Костић”, за књигу Ново читање традиције, 2003.[6]
- Награда „Госпођин вир”, за поетску збирку Историја као апокриф, 2009.[7]
- Награда „Сретен Марић”, за петокњижје Дамјанов: српска књижевност искоса, 2013.[8]
- Награда „Тодор Манојловић”, за модеран уметнички сензибилитет, за 2017.[9]
- Награда „Арт-Анима”, за популаризацију фантастике, 2018.[10]
- Награда „Теодор Павловић”, за књигу Also sprach Damjanov, 2019.[11]
- Награда „Стеван Пешић”, за књигу Историја као апокриф, 2021.[12]
- Новембарска повеља Новог Сада, 2022.[13]
- Медаља културе за очување културног наслеђа, 2023.[14]
- Наградa „Станислав Лем”, 2024.[15]

## Дела
- Истраживање савршенства (роман), Београд 1983;
- Граждански еротикон (антологија), Ниш 1987.
- Корени модерне српске фантастике (студија), Нови Сад 1988.
- Колачи, обмане, нонсенси (приче), Београд 1989.
- Шта то беше млада српска проза? (есеји и критике), Београд 1990.
- Причке (проза), Београд 1994.
- Нова (постмодерна) српска фантастика (антологија), Београд 1994.
- Кодер: историја једне рецепције (студија), Београд 1997.
- Повести различне: лирске, епске, но највише неизрециве (приче), Нови Сад 1997.
- Глосолалија (изабране и нове приче), Нови Сад 2001.
- Ново читање традиције (књижевноисторијски огледи), Нови Сад 2002.
- Нови Сад – земљи рај (хрестоматија, у коауторству са Л. Мустеданагић ), Панчево 2003.
- Нови Сад – земљи рај I-II (хрестоматија, у коауторству са Л. Мустеданагић), Панчево 2004.
- Антологија сербској постмодерној фантастики (на украјинском), Лавов, 2004.
- Постмодерна српска фантастика (антологија), Нови Сад 2004.
- Граждански еротикон (антологија – друго, допуњено и илустровано издање), Нови Сад 2005.
- Ремек-делца (приче), Београд 2005.
- Ерос и по(р)нос (есеји, прикази, мистификације), Београд 2006.
- Историја као апокриф (роман), Нови Сад 2008.
- Апокрифна историја српске (пост)модерне (есеји), Београд 2008.
- Порно-литургија архиепископа Саве (приче), Нови Сад-Зрењанин 2010.
- Дамјанов: Српска књижевност искоса (изабрани књижевноисторијски и књижевнокритички радови), књиге 1–6, „Службени гласник“, Београд 2011–2018:
  - Књига 1: Вртови нестварног (огледи о српској фантастици);
  - Књига 2: Велики код: Ђорђе Марковић Кодер (студија и есеји);
  - Књига 3: Српски еротикон (еротографија у српској књижевности);
  - Књига 4: Нова читања традиције 1-3 (књижевноисторијски огледи);
  - Књига 5: Шта то беше српска постмодерна? (есеји и критике);
  - Књига 6: Епилог (есеји).
- Итика Јерополитика@Вук (роман), Нови Сад–Зрењанин 2014.
- Also sprach Damjanov (изабрани интервјуи са коментарима), Зрењанин 2019.
- Дамјанов: Искони бѢ слово (изабрана проза), књиге 1–4, „Агора“, Нови Сад 2018–2021.
  - Књига 1: Истраживање савршенства;
  - Књига 2: Колачи, обмане, нонсенси;
  - Књига 3: Ремек-делца;
  - Књига 4: Историја као апокриф.